# Beagle (Schiff, 1820)

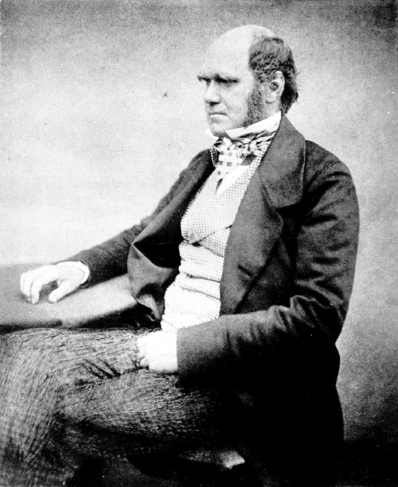
Charles Darwin war der berühmteste Gast der Beagle.

Die HMS Beagle war eine britische 10-Kanonen-Brigg (ten-gun brig oder brig sloop) der Cherokee-Klasse. Mit dem Schiff wurden Vermessungsfahrten für die Royal Navy unternommen, insbesondere an den Küsten Südamerikas und Australiens. Es wurde vor allem dadurch bekannt, dass Charles Darwin von 1831 bis 1836 an der zweiten Expedition der Beagle teilnahm. Für die Vermessungsfahrten war die Beagle ab 1826 zur Bark umgetakelt, wurde jedoch landläufig – z. B. auch von Darwin in seinem Reisebericht – weiterhin als „ten-gun brig“ bezeichnet.

## Geschichte

### Kiellegung und erste Jahre
Die Beagle wurde 1817 geordert und im Juni 1818 in Woolwich auf Kiel gelegt. Am 11. Mai 1820 lief das Schiff vom Stapel (der Bau hatte 7.803 Pfund Sterling gekostet) und wurde anschließend sofort in Reserve gelegt. Im Mai des Jahres nahm die Beagle anlässlich der Krönungsfeierlichkeiten für Georg IV. an einer Flottenparade teil und fuhr dabei als erstes Kriegsschiff unter der alten London Bridge hindurch. Bis 1825 lag die Beagle wiederum in Reserve.

### Erste Expedition

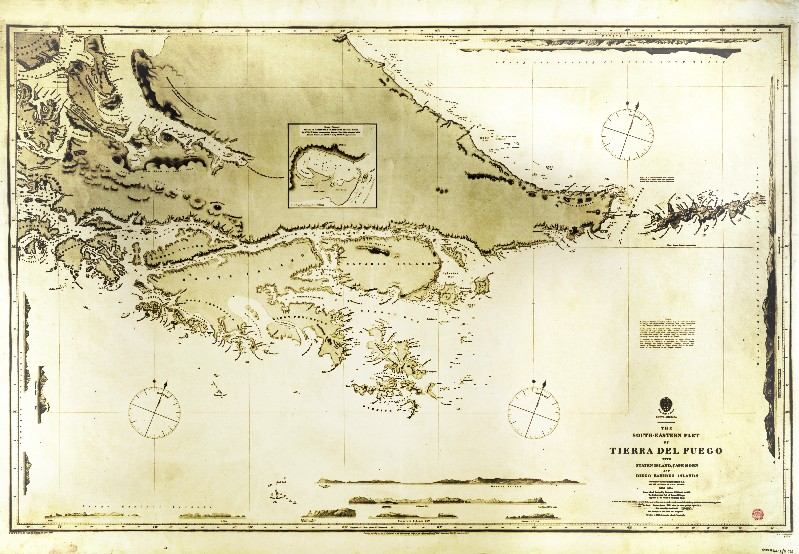
Kartierung der Region von Kap Hoorn durch die beiden Beagle-Expeditionen (1828–1836)

Das Schiff wurde 1825 zum Vermessungsschiff umgebaut. Unter anderem wurde sie mit einer kleinen ‚Poop‘ (ein Deckshaus achtern mit Oberlicht) versehen, in der die Karten gezeichnet werden konnten, und als Bark umgetakelt, weil diese Takelage leichter und mit geringerer Besatzungsstärke als die Briggtakelung zu handhaben war. Außerdem wurde die Bewaffnung auf sechs Geschütze verringert. Der künftige Auftrag des Schiffs bestand in der Vermessung bislang schlecht kartographierter Küsten.
Von 1826 bis 1830 begleitete die Beagle eine Vermessungsreise an den Küsten Südamerikas. Die Leitung der Expedition hatte Phillip Parker King, der das Hauptschiff der Expedition, die Adventure, kommandierte. Kommandant der Beagle war Pringle Stokes. Nach dessen Selbstmord übernahm vorübergehend Lieutenant Skyring das Kommando. Im Dezember 1828 kam in Rio de Janeiro Robert FitzRoy an Bord, der das Schiff bis zur Rückkehr 1830 kommandierte.
Während der Reise wurden vier junge Feuerländer vom Stamm der Yámana entführt, die später in England erzogen wurden und englische Namen erhielten (Fuegia Basket, Jemmy Button, Boat Memory und York Minster).

### Zweite Expedition

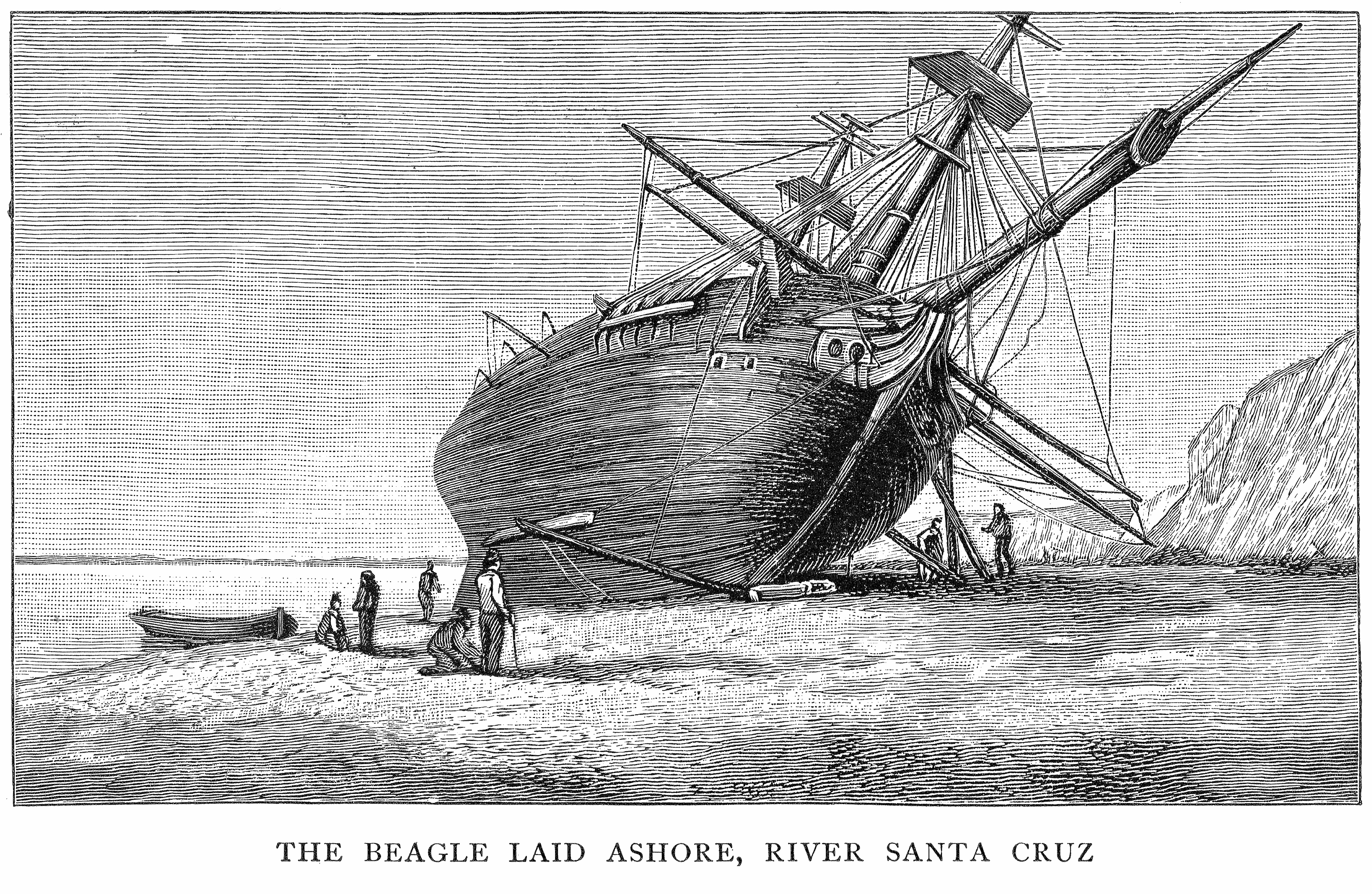
Zeichnung der für eine Reparatur trocken gelegten Beagle von Conrad Martens (1834), graviert von Thomas Landseer (1838)

Im folgenden Jahr wurde die Beagle in England repariert und erneut umgebaut. Bei diesem Umbau legte Commander FitzRoy großen Wert darauf, das Schiff den Erfordernissen besser anzupassen. Die Beagle erhielt neuartige Blitzableiter an allen drei Masten und am Bugspriet, das Deck wurde um einige Zentimeter angehoben, um die Wohnbereiche darunter zu vergrößern und das Schiff durch etwas mehr Freibord „trockener“ zu machen. Um die Deviation der für die Vermessungsarbeiten wichtigen Kompasse zu vermindern, wurden die in dieser Hinsicht problematischen eisernen Geschütze durch bronzene ersetzt, außerdem erhielt die Beagle ein neues Ruder und ein neues Spill.
Das Ziel der von FitzRoy geleiteten Expedition waren Patagonien und Feuerland an der Südspitze Südamerikas, um dort kartographische Messungen durchzuführen, aber auch, um drei bei der ersten Fahrt der Beagle entführte Feuerländer in ihre Heimat zurückzubringen (der vierte, Boat Memory, war zwischenzeitlich an Pocken verstorben). Ebenso sollten die Küsten Chiles, Perus und einiger Südseeinseln vermessen werden.
1831 stach die Beagle unter FitzRoy erneut mit dem Ziel Südamerika von Devonport aus in See, diesmal ohne die Adventure. Der Kommandant nahm auf eigene Initiative Charles Darwin als unbezahlten Naturforscher auf die Reise mit. Auf dieser Fahrt gewann Darwin die Erkenntnisse, aus denen er später seine Evolutionstheorie entwickelte.
Ende 1832 hielt sich die HMS Beagle im Gebiet von Feuerland auf, wo für den mitfahrenden Reverend Richard Matthews und die drei der überlebenden, in England erzogenen Feuerländer eine Missionsstation errichtet wurde. Als die HMS Beagle ein gutes Jahr später die Missionsstation erneut aufsuchte, war diese verlassen und Jemmy Button zu seinem Volk mit seiner Kultur zurückgekehrt; Matthews fuhr wieder auf der Beagle weiter.
1836 kehrte die Beagle nach England zurück.

### Die letzten Jahre

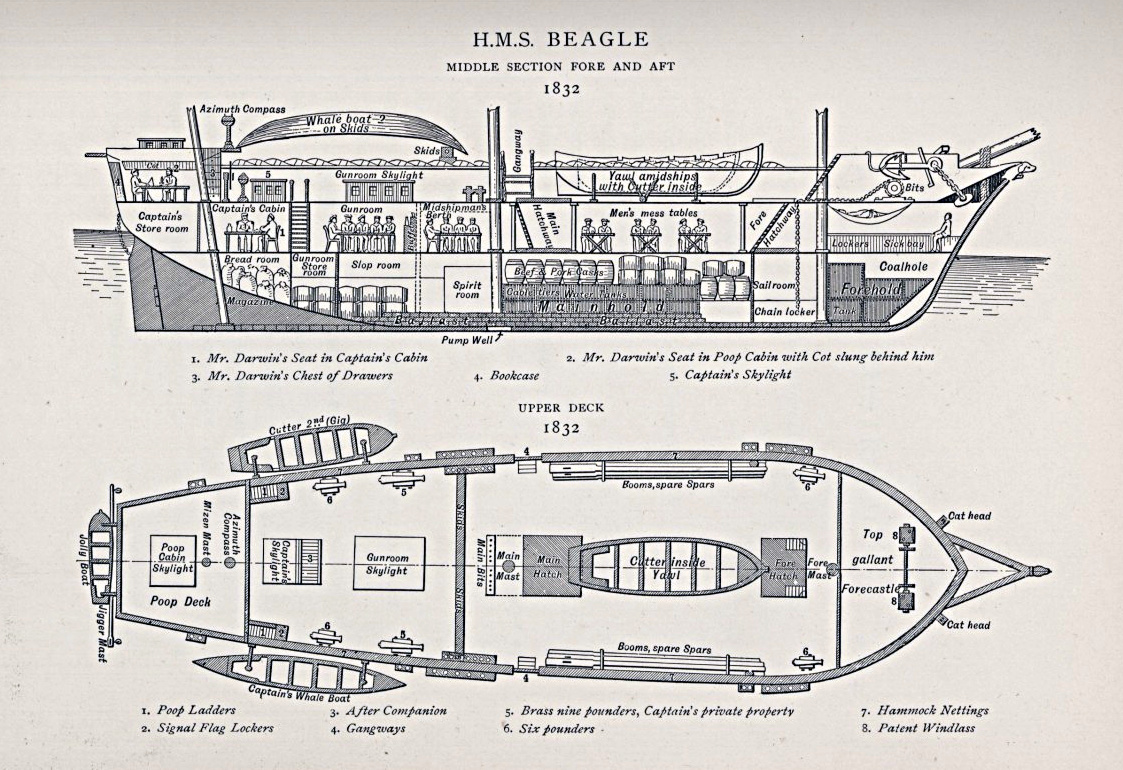
Längsschnitt und Draufsicht der Beagle, den Bauzustand 1832 zeigend. Veröffentlicht 1897.

Mit der Beagle wurden in den Jahren 1837 bis 1843 unter den Kommandanten John Clements Wickham und John Lort Stokes weitere Vermessungsfahrten unternommen, hauptsächlich in australischen Gewässern.
Ab 1847 wurde die Beagle zur Bekämpfung des Schmuggels als Wachtschiff mitten im Fluss Roach und 1850 nach Beschwerden lokaler Fischer an dessen Ufer verankert. Nach 1870 wurde der Wachtposten aufgehoben und das Schiff zum Abwracken verkauft.

### Neuzeit
Nach diesem Schiff ist der am 22. Januar 1908 von A. Kopff entdeckte Asteroid (656) Beagle, der Beagle-Kanal im Süden Feuerlands sowie der Marskrater Beagle benannt. Die Marssonde Beagle 2, deren Mission unter anderem die Suche nach Lebensspuren auf dem roten Planeten war, wurde ebenfalls nach diesem Schiff benannt.
Der Science-Fiction-Autor A. E. van Vogt veröffentlichte 1939 bis 1950 Kurzgeschichten um das Raumschiff Space Beagle (Deutsche Sammlung der Kurzgeschichten: Die Expedition der ‚Space Beagle‘. Roman in vier Erzählungen, 1992, ISBN 3-453-05025-8.).
Im Jahre 2005 wurde am Ufer des Flusses Roach durch Bodenradar eine Struktur gefunden, bei der es sich um den Boden der Beagle handeln könnte.